# Хиггс, Блейн
Блейн Хиггс (англ. Blaine Higgs; род. 1 марта 1954, Вудсток, Нью-Брансуик) — государственный и политический деятель Канады. Действующий премьер Нью-Брансуика с 2018 года и лидер Прогрессивно-консервативной партии Нью-Брансуика с 2016 года. Был переизбран в правительство большинства на провинциальных выборах 2020 года.
В 1989 году баллотировался в лидеры Партии Конфедерации регионов Нью-Брансуика. Впервые был избран в законодательный орган на провинциальных выборах 2010 года и с 2010 по 2014 год занимал пост министра финансов в правительстве Дэвида Алварда.

## Биография
Родился в Вудстоке и окончил Университет Нью-Брансуика по специальности инженер. Работал 33 года в компании Irving Oil, занимал должность руководителя, курировавшего транспортировку нефти через восточную Канаду и Новую Англию В 2010 году ушёл из Irving Oil.

## Политическая деятельность
Принадлежал к трём политическим партиям и баллотировался в лидеры двух.

### Либеральная партия
До присоединения к партии Конфедерация регионов был членом Либеральной партии, но покинул её, поскольку выступал против двуязычия в Канаде.

### Партия Конфедерации регионов
Выступал против Закона Нью-Брансуика об официальных языках. Когда ему было за тридцать, то баллотировался в лидеры партии Конфедерация регионов Нью-Брансуика, заявив, что выступает за «здравый смысл». Во время избирательной кампании «жаловался на франкофонов, которые» могут говорить на общем языке, но отказываются. В своей заявке на лидерство поддержал избранный сенат, выступил против Мичского соглашения, выступил за фиксированные сроки правления и заявил: «Мы не обязаны обслуживать тех людей, которые не могут говорить на английском языке или отказываются это делать». Баллотируясь в лидеры партии, Брайан Хиггс заявил: «Я не догнал этот современный образ мышления».

### Прогрессивно-консервативная партия
Представляет избирательный округ Quispamsis, а с 22 октября 2016 года является лидером Прогрессивно-консервативной партии Нью-Брансуика. В этот день состоялись выборы руководства Прогрессивно-консервативной партии Нью-Брансуика, и в третьем туре голосования победил бывшего мэра Сент-Джона Мэла Нортона с 1563 голосами против 1169.
На провинциальных выборах 2018 года Блейн Хиггс и его партия получили наибольшую долю мест в законодательном органе — 22, по сравнению с 21 для правящей Либеральной партии Нью-Брансуика, которая решила попытаться остаться у власти в качестве правительства меньшинства, подготовив речь в надежде сохранить доверие Законодательного собрания Нью-Брансуика.
2 ноября 2018 года Прогрессивные консерваторы и Народный альянс объединились, чтобы составить конкуренцию правительству либерального меньшинства премьер-министра Брайана Галланта путём вотума недоверия законодательному органу.
9 ноября 2018 года был назначен премьером Нью-Брансуика. В возрасте 64 лет на момент приведения к присяге являлся самым старым человеком, приведённым к присяге в должности премьера в истории Нью-Брансуика, а в апреле 2019 года стал самым старым премьером Нью-Брансуика.
В 2019 году отменил несколько программ финансовой помощи для студентов Нью-Брансуика, посещающих высшие учебные заведения. Его партия сочла такие программы, как «Пособие за своевременное завершение», учреждённое в мае 2009 года, «очень дорогостоящими». Прогрессивно-консервативная партия Нью-Брансуика считала, что перераспределение средств, выделенных на эту программу, посредством налоговой скидки на обучение было «лучшим» способом привлечь больше студентов. Этот шаг, наряду с отменой «Программы бесплатного обучения», подвергся резкой критике со стороны студентов по всей провинции, при этом некоторые подчёркивали, что больше нет стимула оставаться в Нью-Брансуике для работы или учёбы.
В 2020 году отказался от федеральной программы по финансированию общественного транспорта в Нью-Брансуике, поскольку он «неправильно понял детали» федеральной программы, разработанной для поддержки муниципальных транспортных служб.
Брайан Хиггс и прогрессивные консерваторы были переизбраны в правительство большинства на провинциальных выборах 2020 года, состоявшихся 14 сентября 2020 года.